# Daxia He
Daxia He är ett vattendrag i Kina. Det ligger i provinsen Gansu, i den nordvästra delen av landet, omkring 93 kilometer sydväst om provinshuvudstaden Lanzhou.
Genomsnittlig årsnederbörd är 694 millimeter. Den regnigaste månaden är juli, med i genomsnitt 171 mm nederbörd, och den torraste är december, med 2 mm nederbörd.